# Грузинский, Алексей Евгеньевич
Алексей Евгеньевич Грузинский (21 апреля (3 мая) 1858—22 января 1930) — русский и советский литературовед, историк литературы, профессор Московского университета.

## Биография
В 1883 году окончил историко-филологический факультет Московского университета, ученик Ф. И. Буслаева и Н. С. Тихонравова.
С 1886 года стал преподавать в средних учебных заведениях Москвы — в Московском реальном училище святого Михаила в Лефортове и др. учебных заведениях; читал лекции в университете Шанявского, на Высших женских курсах, в Московской консерватории; вёл практические занятия в Московском университете (профессор с 1911[уточнить]); был профессором кафедры русского языка и русской литературы историко-филологического факультета 1-го МГУ (1919—1921).
Научную деятельность начал исследованиями по этнографии и народному творчеству. Печатался с 1886 года; его статьи появились в «Этнографическом обозрении» и «Русских ведомостях». С 1896 года — член Общества любителей российской словесности, в 1909—1921 годах — его председатель. Состоял товарищем председателя учебного отдела Общества распространения технических знаний, был одним из учредителей при нём комиссии по организации домашнего чтения. Был членом литературного кружка «Среда».
В 1897 году он редактировал издание «Русских народных сказок» А. Н. Афанасьева. А. Е. Грузинский работал популяризатором русской и западноевропейской литературы: ему принадлежат популярные очерки о Д. И. Фонвизине, Данте, Шекспире, М. Ю. Лермонтове, И. С. Тургеневе и др. В 1903 году появилось его исследование текстов Тургенева («К истории „Записок охотника“ Тургенева» // «Научное слово». — 1903. — № 7). В 1909—1910 годах он редактировал «Песни, собранные П. Н. Рыбниковым» (Т. 1—3).
Много внимания он уделял преподаванию литературы: читал курс лекций по методике преподавания русского языка и литературы, составил совместно с А. Д. Алферовым хрестоматию по русской литературе XVIII века (1907).
При участии А. Е. Грузинского издавалась пятитомная «История русской литературы XIX века» (1908—1910), «Историко-литературная библиотека» в издательстве И. Д. Сытина, «Библиотека европейских классиков» (изд-во «Окто»).
Грузинский был известен и как переводчик: Р. Тагора (1918), произведений Низами (1922), О. Хайяма, Фирдоуси.
В последние годы он работал над текстами Льва Толстого (в связи с подготовкой 90-томного юбилейного полного собрания его сочинений); был заведующим Толстовским кабинетом Ленинской библиотеки.
Умер в 1930 году. Похоронен на Ваганьковском кладбище.
Дочь — Ирина Алексеевна Грузинская (1905—1940), учёный-методист и практик преподавания иностранных языков в вузах и средней школе; автор многочисленных теоретических работ в области методики преподавания иностранных языков. Окончила 2-й МГУ (1928). Работала в МИНЯ / МОПИНЯ / МГПИИЯ (ныне МГЛУ) с 1930 года до своей смерти. Кандидат педагогических наук, доцент, затем профессор кафедры методики преподавания английского языка, заведующая Центральным методическим кабинетом по преподаванию иностранных языков МГПИИЯ.